# Pokoj Vám (Stará Bělá)
Pokoj Vám, či Pokoj vám! nebo Mírová socha a latinsky nazývaná Pax Vobis, je pískovcová exteriérová skulptura v ostravském městském obvodu Stará Bělá.

## Historie a popis
Autorem skulptury je sochař Karel Novák. Dílo ztvárňuje sochu stojícího, oblečeného a žehnajícího Ježíše Krista, která vznikla nákladem paní Gabriely Teplárkové. Posvěcení skulptury proběhlo 16. listopadu 1915 a je míněna jako mírová socha, tj. dílo nenásilně vyzývající k ukončení první světové války. Z počátku stávala skulptura na rozcestí u rybníka pod Zámčiskem, kde ji dosud připomíná název ulice U Sochy. Nyní je umístěna u katolického kostela svatého Jana Nepomuckého. Dílo také ztvárňuje Ježíšuv novozákonní výrok Pokoj Vám. Zajímavostí skulptury je také malé dítě, které se zezadu dotýká Ježíšova roucha. Skulptura je ohraničena z jedné strany malým betonovým zábradlím a stromy a je umístěna na odstupňovaném kvádrovém soklu na kterém je nápis:
| „ | POKOJ VÁM | “ |

## Další informace
Skulptura je celoročně volně přístupná.

## Galerie

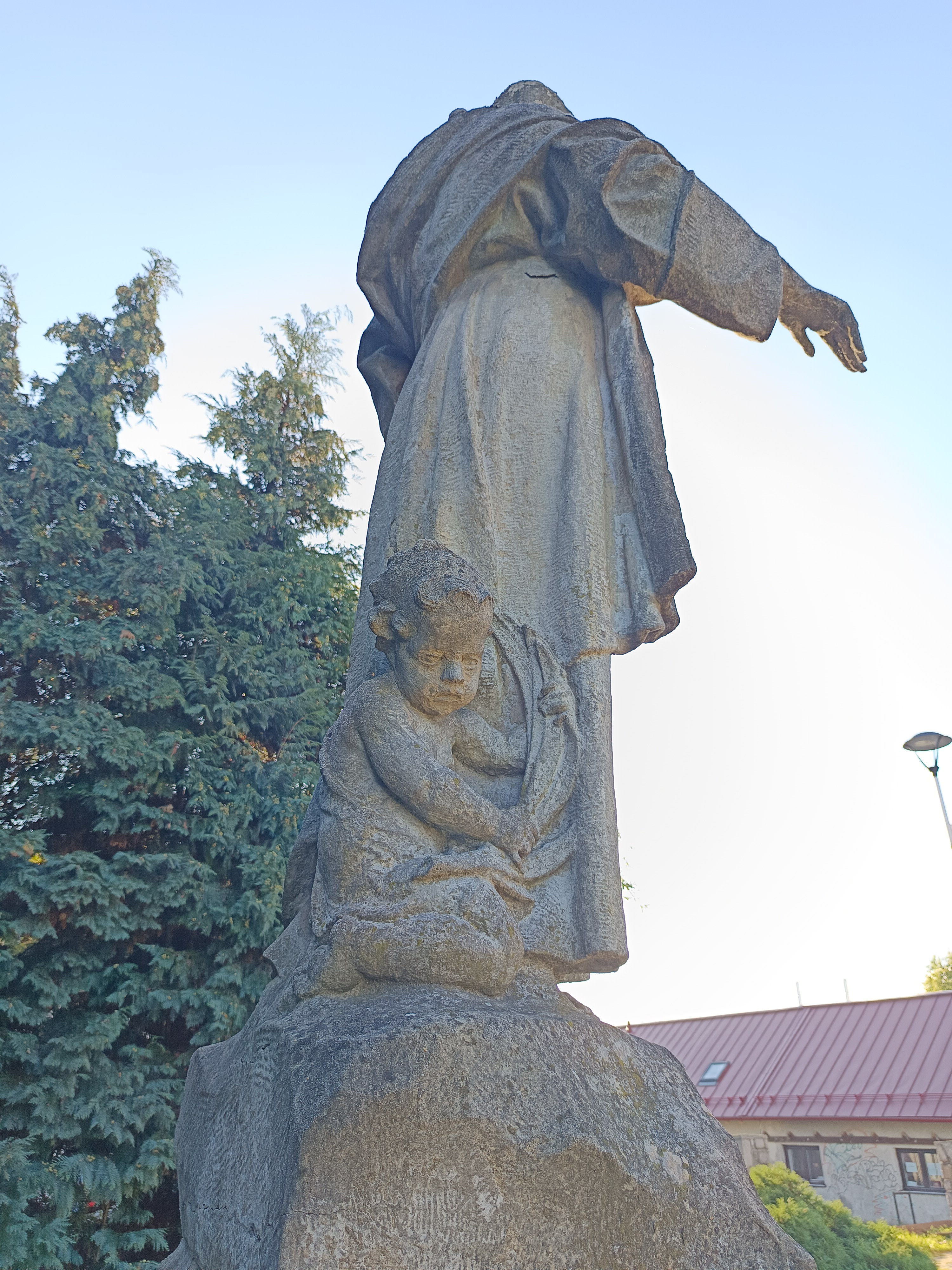
Boční pohled na dílo
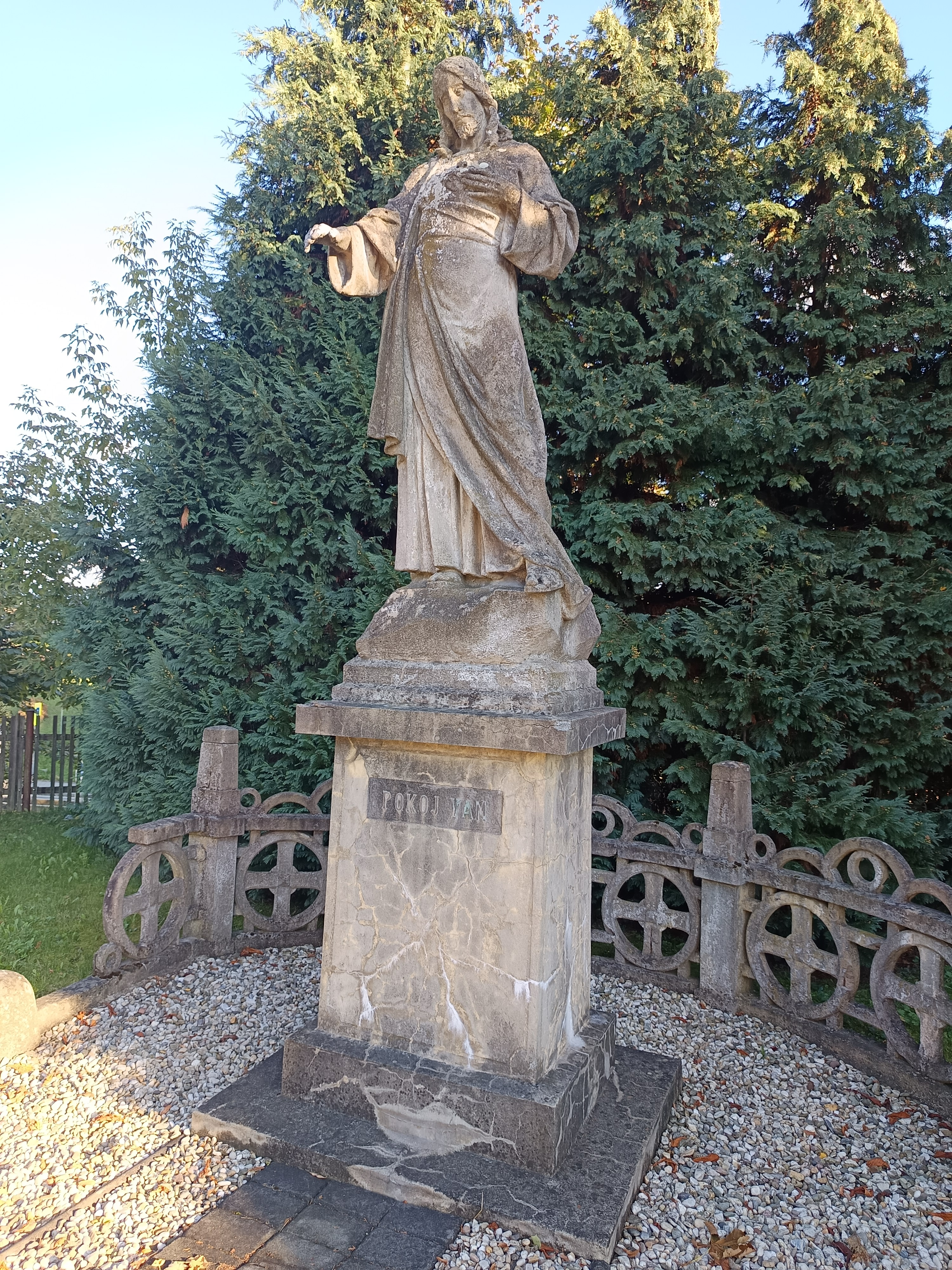
Čelní pohled na dílo